# ユーリヤ・ズダノフスカ
ユーリヤ・ズダノフスカ（ウクライナ語: Юлія Здановська、2000年5月4日 - 2022年3月8日）は、ウクライナの数学者。2022年にロシア大統領ウラジーミル・プーチンが起こしたウクライナ侵攻においてロシア軍に殺害された。

## 経歴
ウクライナ物理学・数学中等学校で学ぶ。
2017年にはヨーロッパ女子数学オリンピックにウクライナ代表チームのメンバーとして出場し、彼女のチームはアメリカ代表チームに次ぐ第2位の成績を収めた2017年にヨーロッパ数学オリンピックで優勝した。同年に外部独立評価で満点の200点を獲得した。
キエフ大学機械数学部に進学しコンピューター数学を学んでいた。
彼女は教師になることを夢見ており、2021年には「ウクライナ教師」プロジェクトに参加。過去6か月間、ユリアはドニプロペトロウシク州にある提携校の1つでコンピューター科学を教えていた。彼女は生徒たちに「数学を恐れるのではなく楽しんでもらいたい」と述べていた。
しかし2022年2月24日にロシア大統領ウラジーミル・プーチンの命令を受けたロシア軍がウクライナ侵略戦争を開始。Telegramでの彼女からの最後のメッセージは「ありがとう。でも、勝利するまでハルキウにとどまる」というものだった。
その後彼女はロシア軍の攻撃で死亡した。マサチューセッツ工科大学は彼女の死を悼み、ウクライナの才能ある学生を対象に無料教育プログラムを発表した。